# Rott (Overath)
Rott ist ein Ortsteil von Vilkerath in der Stadt Overath im Rheinisch-Bergischen Kreis in Nordrhein-Westfalen, Deutschland.

## Lage und Beschreibung
Der Ortsteil Rott befindet sich im Aggertal. Von der Kölner Straße (Bundesstraße 55) aus führt der Rotter Weg am Werksgelände der Dienes-Werke für Maschinenteile vorbei nach Rott. Orte in der Nähe sind Krombach, Meesbalken und Gut Ennenbach.

## Geschichte
Der Ort wurde im 13. Jahrhundert als Rode urkundlich erwähnt.
Die Topographia Ducatus Montani des Erich Philipp Ploennies, Blatt Amt Steinbach, belegt, dass der Wohnplatz bereits 1715 vier Hofstellen besaß, die als Roth beschriftet sind. Carl Friedrich von Wiebeking benennt die Hofschaft auf seiner Charte des Herzogthums Berg 1789 als Roth. Aus ihr geht hervor, dass der Ort zu dieser Zeit Teil der Honschaft Vilkerath im Kirchspiel Overath war.
Der Ort ist auf der Topographischen Aufnahme der Rheinlande von 1817 als Roth verzeichnet. Die Preußische Uraufnahme von 1845 zeigt den Wohnplatz ebenfalls unter dem Namen Roth.  Die Preußische Neuaufnahme von 1892 bezeichnet den Ort ebenso als Roth. Danach ist der Ort auf Messtischblättern regelmäßig als Rott verzeichnet.
1822 lebten 38 Menschen im als Hof kategorisierten und Roht bezeichneten Ort, der nach dem Zusammenbruch der napoleonischen Administration und deren Ablösung zur Bürgermeisterei Overath im Kreis Mülheim am Rhein gehörte. Für das Jahr 1830 werden für den als Roht bezeichneten Ort 46 Einwohner angegeben. Der 1845 laut der Uebersicht des Regierungs-Bezirks Cöln als Hof kategorisierte und Roth bezeichnete Ort besaß zu dieser Zeit neun Wohngebäude mit 44 Einwohnern, alle katholischen Bekenntnisses. Die Gemeinde- und Gutbezirksstatistik der Rheinprovinz führt Roth 1871 mit neun Wohnhäusern und 73 Einwohnern auf. Im Gemeindelexikon für die Provinz Rheinland von 1888 werden für Roth zehn Wohnhäuser mit 46 Einwohnern angegeben. 1895 besitzt der Ort sieben Wohnhäuser mit 37 Einwohnern, 1905 werden sieben Wohnhäuser und 32 Einwohner angegeben.